# Så gör jag det igen
Så gör jag det igen är ett studioalbum av den svenska sångerskan Caroline af Ugglas, släppt 18 mars 2009. Det toppade den svenska albumlistan 27 mars-3 april 2009, samt åter den 17 april samma år. Albumet innehåller bland annat låten Snälla, snälla som kom på andra plats i Melodifestivalen 2009. Skivan är producerad av maken Heinz Liljedahl. 

## Låtlista
1. Vi blundar
2. Så gör jag det igen
3. Hallå
4. Snälla, snälla
5. Jag är för feg
6. Regera
7. Vill inte spela glad
8. Du var mitt hjärta
9. Hur kunde jag
10. Måste världen va så liten
11. Lilla fluga
12. När ska jag bli stor

Total speltid: 00:41:07

## Listplaceringar
| Lista (2009) | Topplacering |
| ------------ | ------------ |
| Sverige      | 1            |